# Шербенешть (Поєнарій-де-Мусчел, Арджеш)
Шербенешть, Шербенешті (рум. Șerbănești) — село у повіті Арджеш в Румунії. Входить до складу комуни Поєнарій-де-Мусчел.
Село розташоване на відстані 118 км на північний захід від Бухареста, 40 км на північ від Пітешть, 137 км на північний схід від Крайови, 67 км на південний захід від Брашова.

## Населення
За даними перепису населення 2002 року у селі проживали 47 осіб, усі — румуни. Усі жителі села рідною мовою назвали румунську.